# Maximilian de Angelis
Maximilian de Angelis (2 tháng 10 năm 1889 – 6 tháng 12 năm 1974) là Thượng tướng Pháo binh của Đức Quốc xã, tham gia Thế chiến thứ hai. Ông là tù binh chiến tranh từ năm 1945 đến năm 1955.

### Sách
- Fellgiebel, Walther-Peer (2000). Die Träger des Ritterkreuzes des Eisernen Kreuzes 1939-1945. Friedburg, Germany: Podzun-Pallas. ISBN 3-7909-0284-5.
- Scherzer, Veit (2007). Die Ritterkreuzträger 1939–1945 Die Inhaber des Ritterkreuzes des Eisernen Kreuzes 1939 von Heer, Luftwaffe, Kriegsmarine, Waffen-SS, Volkssturm sowie mit Deutschland verbündeter Streitkräfte nach den Unterlagen des Bundesarchives (in German). Jena, Germany: Scherzers Miltaer-Verlag. ISBN 978-3-938845-17-2.
- Helden der Wehrmacht II. FZ-Verlag GmbH, 2003. ISBN 3-924309-62-0